# Палач Дамер
«Палач Дамер» (англ. Dahmer) — биографическая драма 2002 года, повествующая об американском серийном убийце Джеффри Дамере. Фильм снят режиссёром Дэвидом Джейкобсоном, главную роль сыграл Джереми Реннер.

## Сюжет
Джеффри Дамер (Джереми Реннер) проводит садистские эксперименты на своих жертвах, после чего убивает их. Он убил одного парня в городе Бате, штат Огайо, и шестнадцать мужчин в столичном районе Милуоки, штат Висконсин. В то же время он рационализирует свои преступления с разводом родителей и с его эмоционально изолированным детством. Тем не менее он не может остановиться и приглашает все больше и больше молодых людей из гей-баров и клубов к себе домой, чтобы там убить их.

## В ролях
- Джереми Реннер — Джеффри Дамер
- Брюс Дэвисон — Лайонел Дамер
- Артель Кайару — Родни (Трэйси Эдвардс)
- Мэтт Ньютон — Лэнс Белл (Стивен Хикс)
- Дион Баско — Кхамтай (Конерак Синтасомфон)
- Кейт Уильямсон — бабушка